# Hörschhausen

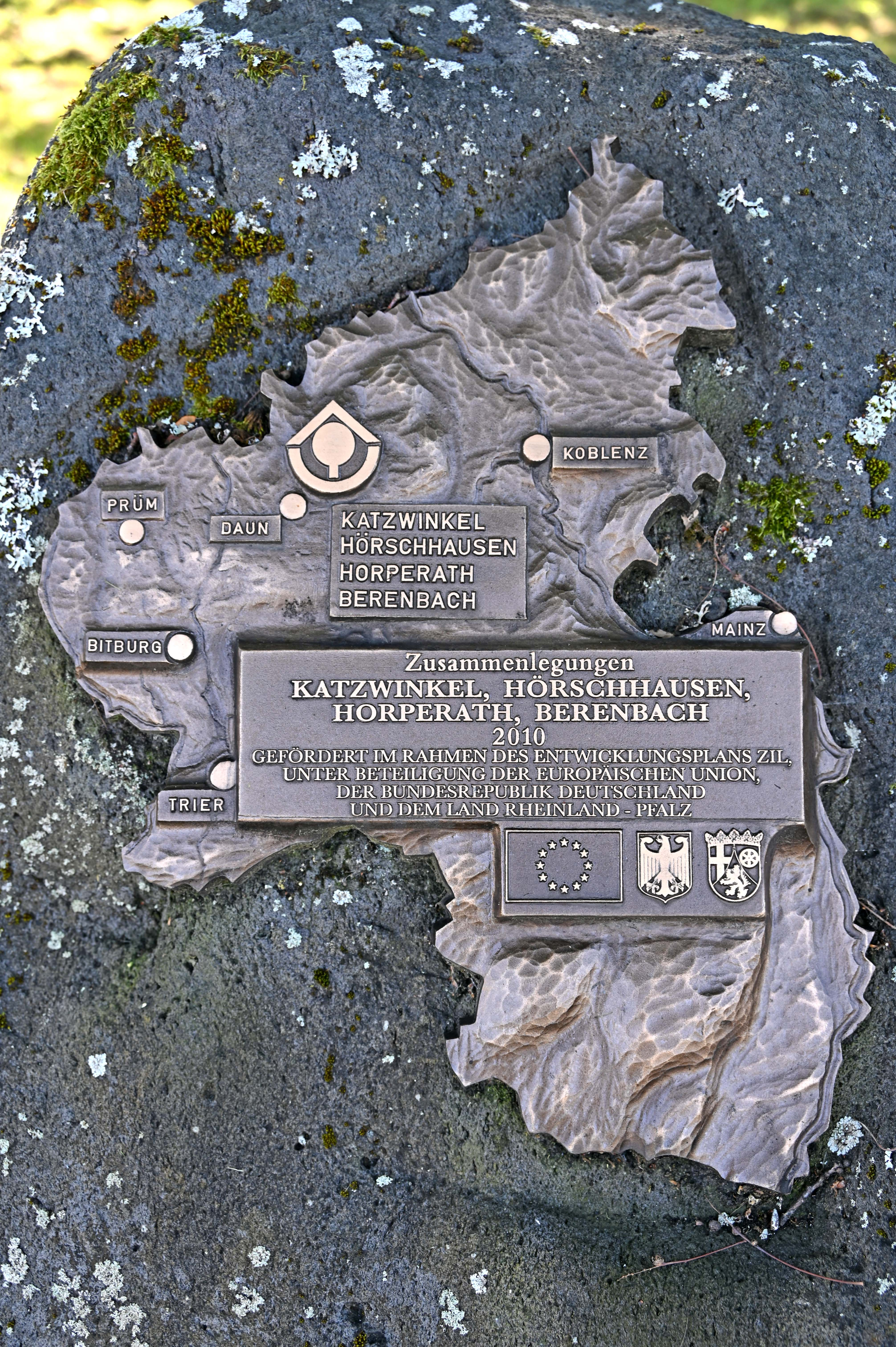
Felsen mit Orientierungsrelief

Hörschhausen ist eine Ortsgemeinde im Landkreis Vulkaneifel in Rheinland-Pfalz. Sie gehört der Verbandsgemeinde Kelberg an.

## Geographie
Hörschhausen liegt im Naturpark Vulkaneifel sowie teilweise im Landschaftsschutzgebiet „Kelberg“. Durch den Ort fließen der Katzwinkeler Bach und der Üßbach. In der Nähe liegt der Hochkelberg (674 m ü. NHN).
Hörschhausen liegt an der B 257, die in die nächstgrößeren Ortschaften wie Kelberg und Ulmen führt.
Nachbargemeinden sind Katzwinkel, Ueß, Horperath, Berenbach, Utzerath und Gefell.

## Geschichte
Hörschhausen wurde 1494 erstmals urkundlich erwähnt und gehörte bis zum Ende des 18. Jahrhunderts zusammen mit Katzwinkel zum Amt Nürburg im Kurfürstentum Köln. Die Apollinaris-Kapelle wurde 1762 gebaut.
Beim Bau der Verbindungsstraße nach Berenbach (heute Landesstraße 101) fand man 1851 einen Krug mit 1800 römischen Münzen.
Bevölkerungsentwicklung
Die Entwicklung der Einwohnerzahl von Hörschhausen, die Werte von 1871 bis 1987 beruhen auf Volkszählungen:
| Jahr | Einwohner |
| ---- | --------- |
| 1815 | 90        |
| 1835 | 68        |
| 1871 | 84        |
| 1905 | 109       |
| 1939 | 126       |
| 1950 | 142       |
| 1961 | 134       |

| Jahr | Einwohner |
| ---- | --------- |
| 1970 | 159       |
| 1987 | 155       |
| 1997 | 153       |
| 2005 | 167       |
| 2011 | 140       |
| 2017 | 123       |

## Politik

### Gemeinderat
Der Gemeinderat in Hörschhausen besteht aus sechs Ratsmitgliedern, die bei der Kommunalwahl am 9. Juni 2024 in einer Mehrheitswahl gewählt wurden, und dem ehrenamtlichen Ortsbürgermeister als Vorsitzendem.

### Bürgermeister
Matthias Göbel wurde am 1. Juli 2024 Ortsbürgermeister von Hörschhausen. Da für die Direktwahl am 9. Juni 2024 kein Wahlvorschlag eingereicht wurde, erfolgte die Neuwahl gemäß rheinland-pfälzischer Gemeindeordnung durch den Rat, der sich auf seiner konstituierenden Sitzung für Matthias Göbel entschied.
Göbels Vorgänger als Ortsbürgermeister war Gerhard Wagner.

### Wappen

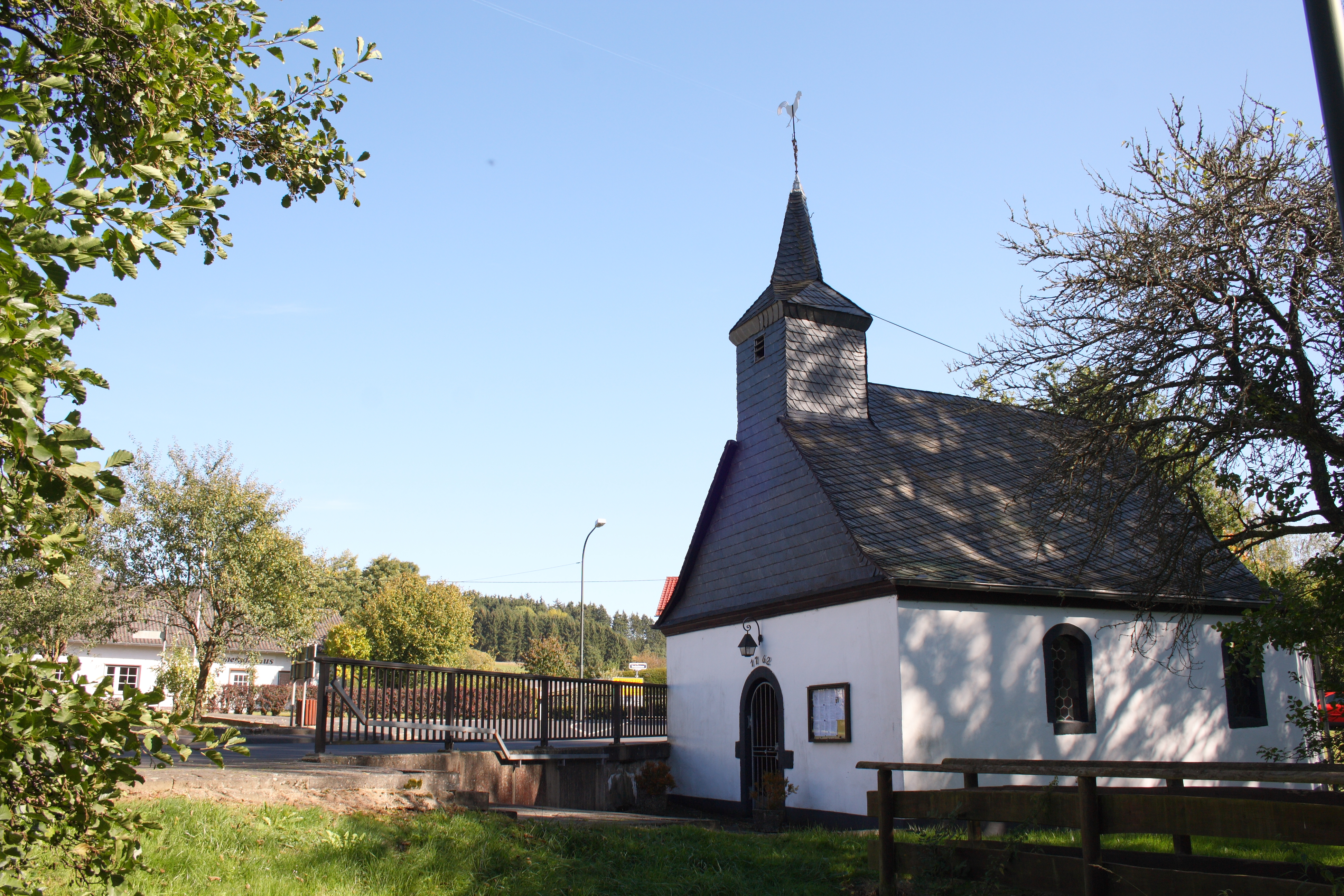
Kirche in Hörschhausen

| Wappen von Hörschhausen | Blasonierung: „In silbern über schwarz geteiltem Schilde oben ein schwarzes Balkenkreuz, unten ein goldener Hausanker in Form des Buchstabens H.“ |
| Wappen von Hörschhausen | Wappenbegründung: Das schwarze Balkenkreuz weist auf die ehemalige Landesherrschaft des Kurfürstentums Köln hin.                                  |